# Otylia Toboła
Otylia Toboła (* 23. února 1951, Věřňovice) je polská rozhlasová novinářka a spisovatelka z Těšínska.

## Životopis
Chodila do polské školy ve Věřňovicích (1.–5. třída) a do polské školy v Dolní Lutyni (6.–8. třída). V letech 1966–70 chodila do polské třídy Obchodní akademie v Českém Těšíně. V letech 1971–77 studovala dálkově polštinu a němčinu na Pedagogické fakultě Ostravské univerzity. Od 70. let pracovala v polské redakci Českého rozhlasu Ostrava (dříve Československého) a po Sametové revoluci řídila redakci až do července 2012. V 80. letech začala nahrávat vzpomínky osob spojených z činností Zemské armády na Těšínsku. Vzpomínky a mnoho jiných materiálů, zpřístupněných českým historikem Měčislavem Borákem, se staly základem pro napsání knihy „Lutyňské tango a jiné válečné historky z Těšínska”.

## Ocenění
V roce 1996 získala 1 cenu v soutěží novinářů Moravy a Slezska „Ostravský krystal”[zdroj⁠?!] a 3. cenu v celonárodní soutěží rozhlasových novinářů České republiky „Soutěžní přehlídka rozhlasové tvorby REPORT 97” za rozhlasový featur „Návrat od pekelných bran – příběh narkomanky s happy endem”. V roce 2010 získala 1. cenu v polské soutěži „Konkurs o Nagrodę Marszałka Senatu RP” za rozhlasovou reportáž „Starosta malého Kuvejtu“, podruhé vyhrála ve stejné soutěži v roce 2018 za televizní film „Stará fotografie 2018“ (kamera a střih Jiří Brzóska). Film vypráví o získání nezávislosti a rozdělení Těšínského Slezska a také o polské komunitě na Těšínsku.